# جزيرة صير بو نعير
جزيرة صير بو نعير هي جزيرة إماراتية تابعة لإمارة الشارقة وتبعد عن الشارقة مسافة 110 كيلومترات شمالاً، ومساحتها المربعة ميلان ونصف الميل، ويستخرج منها الملح والمغر، وبها عين مياه ظاهرة، ويتوفَّر بها النفط كذلك. تتميز الجزيرة بشواطئها الرملية وصفاء ميائها، إضافةً إلى غنى محيطها بالحياة المرجانية والسمكية

## التسمية
صير بو نعير،
الصير تعني سفح الجبل المائل مؤهل للسكن عليه وأما «بو نعير» هو الشيخ محمد بن ناصر الدين بو نعير بن مزيد القاسمي أحد شيوخ القواسم.

## تاريخ
كانت جزيرة صير بونعير تشكل مركزاً للتخييم وإقامة الغواصين الباحثين عن اللؤلؤ حيث تجتمع سفن الغوص سنوياً وتنطلق من شواطئ صير بونعير في سباق حر دون وجود للقوانين المستعملة حديثاً وتستخدم مرسى للسفن ، ما يجعلها ملجأً في الحالات الاستثنائية مثل العواصف خلال القرنين المنصرمين وتحتوي الجزيرة على بئر معروف ويذكر أن لمياه البئر الموجودة في الجزيرة فوائد علاجية، استفيد منها في علاج عسر الهضم وتنظيف المعدة ، وحسب ما عرفه من بعض الغواصين أن ماءها شديد المرارة، وبمجرد قيام المرء بشربه يتعرض للإسهال مباشرة، كما كان الغواصون يستخدمون الرمال المحاذية للبئر في علاج القروح بالدفن فيها لفترة، وتطيب تلك القروح خلال أسبوع، يعاود بعدها المريض ممارسة نشاطه وعمله .
ويقام في جزيرة صير بونعير مهرجان سنوي منذ عام 2000،ة ويُشارك في فعالياته الغواصون القدماء وهواة الرياضات البحرية، حيث تجتمع السفن وتنطلق في سباق حر، بينما يردّد المشاركون الأهازيج والأغاني التراثية الإماراتية. 

## النظام البيئي
تحتضن الجزيرة نظماً بيئية غنية ومتنوعة مع شعب مرجانية تعد الأكبر على مستوى الدولة كما تعد موقعاً هاماً لتعشيش وتكاثر سلاحف منقار الصقر في منطقة الخليج العربي وتتميز البيئة البحرية للجزيرة بالتنوع الحيوي أو البيولوجي، ولها أهميتها الاقتصادية والغذائية والثقافية والرياضية والصحية، بالإضافة إلى أن المياه تحتوي على أنواع عديدة من الأسماك كالهامور والشعري الكنعد والقباب والزريدي والقرفة، وأسماك العومة، وغير ذلك، إلى جانب الأحياء البحرية مثل القشريات والقباقب، والربيان.
وتلجئ السلاحف البحرية إلى الجزيرة ويُرجح السبب في ذلك هو بُعد الجزيرة عن اليابسة، وهذه السلاحف متعددة الأنواع ومنها سلاحف منقار الصقر والسلاحف الخضراء، إلا أن سلاحف منقار الصقر المهددة بالانقراض الأكثر وجوداً في هذا الجزيرة، وهي تقوم بالتزاوج بالقرب من الشاطئ وتضع بيضها في المكان نفسه، ثلاث مرات في السنة، تبدأ في مارس/آذار، ويبلغ عدد بيضها في عمرها الذي يصل إلى 150 سنة، 300 بيضة، تنقل بطريقة شديدة العناية عن طريق البيئة البحرية لأماكن آمنة للحفاظ على نوعية السلاحف وعدم انقراضها.
وتحتوي الجزيرة على أكبر عدد من السلاحف على مستوى الخليج العربي، وأن البيضة عندما تفقس وتخرج منها السلحفاة لا يراها أحد لمدة سنة كاملة لأنها تبدأ في الزحف فور خروجها من البيضة ، لمسافة 15 ميلاً، بعدها تختفي تماماً ولا توجد أي دراسة علمية حول تلك العملية. وتميل رمال الجزيرة إلى اللون الأحمر، ما يؤكد أن باطنها مملوء بالمواد المعدنية. وتهب على الجزيرة الرياح المختلفة طوال شهور السنة، متمثلة في رياح المزر، والغياضة، واليولات، والكوس، والثرية، والشمال، والحيمر، وشمال الثمانين، وأربعين، والمريعي، والغربي، والمطلعي، والسهيلي، ما جعل بيئتها غنية بالتنوع الحيوي، وملجأً مهماً للطيور البحرية التي تزورها معظم فصول العام، مثل طيور الخرشنة، وغراب البحر، وفي الشتاء تسكنها طيور النورس .

## أهمية دولية
تتمتع جزيرة صير بونعير بأهمية دولية، حيث:
- تم إدراج اسم المحمية في الاتفاقية الدولية للأراضي الرطبة المعروفة باسم رامسار (Ramsar).
- تم إدراج الجزيرة في قائمة يونسكو التمهيدية لمواقع التراث العالمي
- تم قبول الجزيرة في مذكرة تفاهم حول حماية وإدارة السلاحف البحرية وموائلها في المحيط الهندي وجنوب شرق آسيا (IOSEA).